# Салтыков, Алексей Эдуардович
Алексе́й Эдуа́рдович Салтыко́в (род. 15 июля 1959) — российский дипломат.

## Биография
Окончил МГИМО МИД СССР в 1982 году. Владеет английским, французским и греческим языками. На дипломатической работе с 1982 года.
В 2004—2011 годах — советник-посланник Посольства России в Кении.
В 2013—2017 годах — советник-посланник Посольства России в Намибии.
В 2019—2022 годах — заместитель директора Департамента ситуационно-кризисный центр МИД России.
С 14 июля 2022 года — чрезвычайный и полномочный посол Российской Федерации в Кот-д’Ивуаре.
С 14 июля 2022 по 3 мая 2024 года — чрезвычайный и полномочный посол Российской Федерации в Буркина-Фасо по совместительству.

## Дипломатический ранг
- Чрезвычайный и полномочный посланник 2 класса (7 февраля 2007)[4].
- Чрезвычайный и полномочный посланник 1 класса (2 октября 2023)[5].

## Награды
- Благодарность президента Российской Федерации (5 марта 2021) — За большой вклад в реализацию внешнеполитического курса Российской Федерации и многолетнюю добросовестную дипломатическую службу[6].

## Семья
Женат, имеет взрослую дочь.